# Вулиця Степана Бандери (Івано-Франківськ)
Вулиця Степана Бандери — вулиця в Івано-Франківську, що веде від вул. Незалежності до Європейської площі. Розташовується на південному сході від центральної частини міста в місцевості Княгинин-Колонія.

## Історія
Вулиця виникла у 1925 р., коли передмістя Княгинин-Колонія була приєднана до Станиславова, і дорога яка до цього була межею двох населених пунктів, стала міською вулицею. Назвали на честь Л. Желіговського — польського генерала, дивізія якого в 1919 р. після повалення ЗУНР стояла в місті.
За часів німецької окупації названа ім'ям українського генерала М. Тарнавського. У радянський період носила назву — В. Куйбишева.
У лютому 1991 р. — перейменована на С. Бандери. 1 січня 2009 року урочисто відкрито меморіальний комплекс та пам'ятник С. Бандері (скульптор Микола Посікіра).

## Забудова
Спочатку вулиця забудовувалася виключно одноповерховими будинками. Перші двоповерхові житлові будинки зведені у 1950-х роках.
У 1980-х розпочата інтенсивна забудова вулиці. Було споруджено декілька дев'ятиповерхових будинків та споруд громадського призначення.

## Будівлі
№ 1. Центр науково-технічної і економічної інформації.
На будинку установлений меморіальний знак С. Бандері (жовтень 1999 р.), скульптор А. Басюк.
№ 23. Обласна станція переливання крові.
№ 79. Фінансово-комерційний коледж імені Граната.

## Зображення
- Вулиці Незалежності та Степана Бандери на stanislaw.in.ua [Архівовано 5 березня 2022 у Wayback Machine.]